# Agonum deceptivum
Agonum deceptivum är en skalbaggsart som beskrevs av Leconte 1879. Agonum deceptivum ingår i släktet Agonum och familjen jordlöpare. Inga underarter finns listade i Catalogue of Life.